# Urdiáin
Urdiáin (em castelhano) ou Urdiain (em basco) é um município da Espanha na província e comunidade foral (autónoma) de Navarra. Tem 15,19 km² de área e em 2021 tinha 664 habitantes (densidade: 43,7 hab./km²).

## Demografia
| Variação demográfica do município entre 1991 e 2004 | Variação demográfica do município entre 1991 e 2004 | Variação demográfica do município entre 1991 e 2004 | Variação demográfica do município entre 1991 e 2004 |
| --------------------------------------------------- | --------------------------------------------------- | --------------------------------------------------- | --------------------------------------------------- |
| 1991                                                | 1996                                                | 2001                                                | 2004                                                |
| 690                                                 | 638                                                 | 664                                                 | 620                                                 |